# Camille Latreille
Pour les articles homonymes, voir Latreille.
Camille Latreille, né le 8 août 1870 à Saint-Georges-d'Espéranche (Isère) et mort le 2 janvier 1927 à Lyon, est un universitaire et homme de lettres français. Ses travaux et ouvrages sur Chateaubriand, Lamartine, de Maistre, et sur la Petite Église de Lyon, l'ont fait connaître comme historien des idées et du sentiment religieux,,.

## Biographie
Camille Latreille naît le 8 août 1870 à Saint-Georges-d'Espéranche (Isère), petit village du Bas-Dauphiné où ses parents tiennent une épicerie. Remarqué par l'abbé Caillat, curé de la paroisse, il est envoyé au collège Saint-Maurice de Vienne (Isère), puis au lycée de Lyon, où il obtient le premier prix de physique au concours général, devant son condisciple et ami Jean Perrin. Son proviseur lui fait obtenir une bourse pour préparer l'École normale supérieure au lycée Janson-de-Sailly, qui vient d'ouvrir. Il échoue au concours, et revient à Lyon, où il s'inscrit comme étudiant à la Faculté des Lettres -- ce qui permettra à Jean Perrin de lui adresser plus tard, lors de sa désignation au prix Nobel, cet aimable compliment : « Cette fois, et parce que tu as abandonné les sciences, tu m'as laissé la première place ». Après une licence ès-Lettres, il réussit le concours d'agrégation, est nommé professeur au lycée du Puy, puis au lycée de Lyon, et entreprend en parallèle une intense activité de chercheur. En 1899, il présente une thèse de doctorat intitulée François Ponsard et la fin du théâtre romantique. L'année suivante, il épouse Julie Burle, fille d'industriels de Vienne, avec qui il aura 6 enfants.
À partir de 1903, définitivement installé à Lyon, il publie de nombreux ouvrages, dont un Joseph de Maistre et la Papauté couronné par l'Académie française, et qui lui ouvre les portes de l’Académie de Lyon. En 1911, il est professeur de « rhétorique supérieure » au lycée dans la chaire inaugurée par Édouard Herriot. L'année suivante il est nommé à la Faculté des Lettres de Lyon, où il enseignera jusqu'à ce que son état de santé ne le lui permette plus. En 1925, il publie encore trois ouvrages sur la vie et l’œuvre de Lamartine. La même année, il est élu maire de Saint-Georges-d'Espéranche, sa commune de naissance, où il a gardé une maison. Il décède à Lyon le 2 janvier 1927, à l'âge de 56 ans. Il est enterré à Saint-Georges-d'Espéranche.

## Historien des idées et du sentiment religieux
Qu'il traite d'écrivains célèbres (Lamartine, Châteaubriand, J. de Maistre) ou moins connus (V. de Laprade, P. de Boissat, F. Bouiller), Camille Latreille manifeste dans ses travaux une préoccupation constante de mettre en valeur la dimension morale, voire spiritualiste, qu'il perçoit chez ces auteurs. Ainsi écrit-il : « Lyon est la Rome des Gaules : le côté mystique se retrouve toujours dans ses poètes, dans ses écrivains, dans ses artistes. ».
Il s'intéresse tout naturellement aux mouvements religieux du siècle qui vient de se terminer, et en particulier aux relations entre les catholiques français et la Papauté. Dans un magistral Joseph de Maistre et la Papauté, qu'il publie en 1906, tout en se montrant admiratif du poète et écrivain, il dispute fermement contre une pensée « qui méconnaît les droits de la conscience individuelle ». Sa recherche le conduit alors à étudier, en historien, l'opposition religieuse au concordat, à laquelle il consacre deux ouvrages en 1910, se lie avec Claudius Prost, archiviste de la Petite Église de Lyon, sur laquelle il publie une étude en 1911, et poursuit par un article sur l'application des ordonnances de 1828 dans le diocèse de Lyon en 1912. Si on ne peut certes pas le qualifier d'écrivain chrétien —ce que sera plus tard son fils André—, il laisse apparaître clairement dans ces ouvrages un souci religieux teinté d'une sympathie franche pour le gallicanisme, qui se tempérera plus tard.
Sa dernière production majeure (deux ouvrages sur Lamartine en 1925) est précédée d'un article intitulé Lamartine, poète politique. « Il aima dans Lamartine autant l'homme politique que le poète. Il aimait en effet que les poètes ne se contentent pas de cadencer leurs vers, mais qu'ils soient aussi des hommes d'action, sympathisant avec l'esprit de leurs contemporains, vibrant de leurs passions, partageant leurs souffrances et leurs espoirs ».

## Distinctions et honneurs
- Agrégé de l'Université, docteur ès-Lettres, professeur d'Université.
- Membre de la Société historique, archéologique et littéraire de Lyon (1902-1917)[13].
- Membre de l'Association des Amis de l'Université de Lyon, secrétaire général de l'association[14].
- Membre de l’Académie des sciences, belles-lettres et arts de Lyon (1908-1927)[6], directeur de cette académie en 1915[15].
- Membre de l'Académie de Mâcon (1921 - 1927)[16].
- Prix Bordin (1907), prix Thérouanne (1911) et prix Marcelin Guérin (1926) de l'Académie française[1].

## Ouvrages
- Camille Latreille, La fin du théâtre romantique et François Ponsard, 1899, 475 p. (ISBN 978-2-01-189960-6).
- De Petro Boessatio (1603-1662), ac de conditione litteratirum virorum in Delphinatu eadem ætate, Vienne, 1899.
- Pierre de Boissat (1603-1662) et le mouvement littéraire en Dauphiné, Grenoble, 1900.
- Camille Latreille, Chateaubriand : études biographiques et littéraires. Le Romantisme à Lyon, Paris, Albert Fontemoing, 1905, 272 p. (ISBN 978-2-01-349256-0, lire sur Wikisource).
- Camille Latreille, Joseph de Maistre et la Papauté, Paris, 1906 (ISBN 978-2-01-335756-2).

- Prix Bordin de l’Académie française en 1916
- Francisque Bouillier, le dernier des cartésiens ; avec des lettres inédites de Victor Cousin, Paris, Hachette, 1907.
- L'Opposition religieuse au Concordat de 1792 à 1802, Paris, 1910.

- Prix Thérouanne de l’Académie française en 1911
- Camille Latreille, Après le Concordat : L'opposition de 1803 jusqu'à nos jours, Paris, Hachette, 1910.
- La Petite Eglise de Lyon. L'opposition religieuse au Concordat, Lyon, 1911.
- Victor de Laprade (1812-1882), Lyon, 1912.
- Un ami de Victor de Laprade. Le poète polonais Constantin Gaszinski, Paris, 1918.
- Camille Latreille, Les dernières années de Lamartine (1852-1869), Paris, 1925, 292 p. (ISBN 978-2-329-18020-5).

- Prix Marcelin-Guérin de l’Académie française en 1926
- La Mère de Lamartine, Paris - Bruxelles, 1925.

En collaboration avec Mario Roustan :
- Lettres inédites de Sainte-Beuve à Collombet, Paris, 1903.
- Lyon contre Paris après 1830. Le mouvement de décentralisation littéraire et artistique, Paris, 1905.
- Charles de Sainte-Foy. Souvenirs de jeunesse (1830-1835), Paris, 1911.
- La querelle universitaire à Lyon (1838-1849), Paris.

## Autres publications
Revue d'histoire de Lyon :
- Un salon littéraire à Lyon (1830-1860) : Mme Yemeniz, t. II, fasc. 1, 1903.
- Un membre de la Petite Eglise à Lyon : Claudius Prost, t. II, 1903.
- Chateaubriand, études biographiques et littéraires. Le romantisme à Lyon, t. I, 1905.
- L'application des ordonnances de 1828 dans le diocèse de Lyon, 1912.
- Les origines jansénistes de la Petite Église de Lyon, 1912.

Mémoires de l'Académie de Lyon :
- Un poète lyonnais : Clair Tisseur, IIIe série, t. X, Lyon, 1909 (discours de réception à l'Académie)
- Un témoin de la Restauration et de la Monarchie de Juillet. Le marquis de Coriolis ; lettres à Lammenais (1825-1837), IIIe série, t. XII, Paris, 1912.
- Souvenirs d'étudiants lyonnais. Barthélémy Tisseur et Victor de Laprade. Le romantisme en Provence, t. XV, Lyon, 1914.

Discours à l'Académie de Lyon :
- Allocution prononcée en prenant possession de la présidence
- Éloge funèbre de Julien Baudrier
- Éloge funèbre de M. le Dr Pierre Aubert
- Éloge funèbre du Professeur Bouchard
- Allocution prononcée en quittant la présidence

Annales de l'Université de Lyon :
- Lamartine, poète politique, t. II, fasc. 36, Lyon, 1924.

Articles publiés dans la Revue hebdomadaire :
- Joseph de Maistre et le tsar Alexandre Ier, 17 août 1918.
- La vie provinciale à Lyon au lendemain de la Révolution et de l'Empire, 24 août 1918.
- Lamartine et la Syrie, 1er mars 1919.